# Polizeiruf 110: Trüffeljagd
Trüffeljagd ist ein deutscher Kriminalfilm von Helmut Krätzig aus dem Jahr 1981. Der Fernsehfilm erschien als 75. Folge der Filmreihe Polizeiruf 110.

## Handlung
Georg Polte wird in der folgenden Woche wegen Einbruchs ins Gefängnis müssen. Kurz vorher will er einen absolut sicheren Bruch machen. Während einer planmäßigen Sprengung von Altbauten und der damit einhergehenden Evakuierung verschiedener naheliegender Betriebe will er in das Gebäude des VEB Plast eindringen und dort einen Sicherheitsschrank aufschweißen. Im Schrank sollen sich unter anderem Industriediamanten befinden. Georg überredet den Ex-Häftling Detlef Franzius, den Bruch mit ihm zusammen zu machen. Detlef leidet unter Klaustrophobie, sodass er vorzeitig aus der Haft entlassen wurde, und lässt sich nur zögerlich überreden.
Georg hat den Bruch akribisch vorbereitet und zwei Gasflaschen und zugehöriges Schweißgerät beschafft. Beide Männer tragen beim Einbruch gleiche Kleidung. In den Tresorraum brechen beide über eine Deckenluke ein, die nicht verschlossen ist. Georg schweißt den Tresor auf, doch enthält er nur Akten. In einem Sonderfach befindet sich ein Schlüsselbund, von den Diamanten fehlt jede Spur. Beide Männer werden im Raum eingeschlossen, als im Zuge der Sprengung die Deckenluke zufällt und sich nicht mehr öffnen lässt. Detlef wird panisch, weil er den Raum nicht verlassen kann. Während die Arbeiter langsam in den Betrieb zurückkehren, versucht Georg, die Tür zum Raum aufzuschweißen. Am Ende wird die Tür von den Arbeitern Peter Bittner, Bernd Gunkel und Ralph Kaspar aufgeschlossen, die in der Zwischenzeit in der Gaststätte Einhorn ein Bier getrunken und mit Kellnerin Lottchen geflirtet haben. Während Georg flieht, jedoch bald gefasst werden kann, reagiert Detlef lethargisch. Er hat den Verstand verloren, redet bei der Vernehmung wirr und wird schließlich in die Psychiatrie eingewiesen. Georg behauptet bei der Vernehmung, dass er nur verhindern wollte, dass Detlef den Bruch macht. Er sei ihm nachgegangen und mit ihm eingeschlossen worden.
Während die Ermittler Georg noch vernehmen und zu einem Geständnis bewegen wollen – Oberleutnant Jürgen Hübner ist dabei nur halb bei der Sache, leidet er doch unter Zahnschmerzen und wird stets vom Arztstuhl weg zu einem Fall gerufen – werden Geldschränke in zwei Betrieben ausgeräumt. Die Schränke weisen keine Einbruchsspuren auf. Es zeigt sich, dass sie mit Nachschlüsseln geöffnet wurden oder zum Teil mit Schlüsseln von dem Bund, den Georg bei seinem Bruch achtlos zur Seite geworfen hat. Jürgen Hübner erkennt, dass Georg beim Bruch ausgenutzt wurde. Er vergleicht ihn mit einem Trüffelschwein, das zwar die Beute finden, jedoch nicht an sich nehmen kann. Georg verrät nicht, wer ihm vom Schrank und den angeblichen Diamanten berichtet hat. Ihm gelingt jedoch bei seinem Abtransport zurück ins Gefängnis die Flucht. Die Polizei heftet sich an seine Fersen, nimmt ihn aber nicht fest. Die Ermittler wissen, dass Georg sie zu den Hintermännern bringen wird.
Tatsächlich begibt sich Georg nach mehreren Zwischenstationen in einen Wintersportort und dort zum Ausflugsziel Schneehütte. Hier trifft er mit Lottchen zusammen und bedroht sie. Er wirft ihr vor, ihn nur für ihre krummen Geschäfte benutzt zu haben. Er will Selbstmord begehen und sie dabei ebenfalls töten. Bernd Gunkel kommt hinzu, und Georg bezeichnet ihn als Lottchens Kompagnon. Es kommt zur Schlägerei zwischen beiden Männern, die erst der junge Ralph Kaspar beendet: er streckt Georg mit einem Holzscheit nieder. Lottchen animiert ihn dazu, mit ihr den blutenden Georg auf einem Rettungsschlitten ins Dorf zum ABV zu bringen, und Ralph willigt ein. Auf halber Strecke will Lottchen Georg zurücklassen, weil er schlechte Dinge über sie erzählt, doch Ralph lehnt das Vorhaben ab. Am Ende werden alle drei von der Polizei eingeholt. Lottchen wird verhaftet und gesteht, zusammen mit Bernd Gunkel die Einbrüche geplant zu haben. Auch Bernd wird festgenommen und abgeführt.

## Produktion
Trüffeljagd wurde vom 1. Dezember 1980 bis Mitte Februar 1981 unter dem Arbeitstitel Der Trick in Berlin-Friedrichshain, Karl-Marx-Stadt, Breitenbrunn, Erlabrunn und Oberwiesenthal gedreht. Die Kostüme des Films schuf Ilona Zauleck, die Filmbauten stammen von Heinz Leuendorf. Der Film erlebte am 25. Oktober 1981 im 1. Programm des Fernsehens der DDR seine Premiere. Die Zuschauerbeteiligung lag bei 58,9 Prozent.
Es war die 75. Folge der Filmreihe Polizeiruf 110. Hauptmann Peter Fuchs ermittelte in seinem 47. Fall, Oberleutnant Jürgen Hübner in seinem 35. Fall, Leutnant Vera Arndt in ihrem 44. Fall und Leutnant Manfred Bergmann ist in seinem 4. Fall.
Die Kritik nannte Trüffeljagd „mit großem Geschick aufgebaut“: Der Film „fängt die Spannung immer wieder auf, bevor sie absinken kann“, und setze auch auf humorvolle Elemente. Trüffeljagd sei „einer der spannendsten Filme der Reihe.“